# الحصن (سنفان)

تعديل مصدري - تعديل

الحصن محلة تابعة لقرية سنفان، التابعة لعزلة رعين بمديرية يريم إحدى مديريات محافظة إب في الجمهورية اليمنية، بلغ تعداد سكانها 71 حسب تعداد اليمن لعام 2004.